# Bergbau

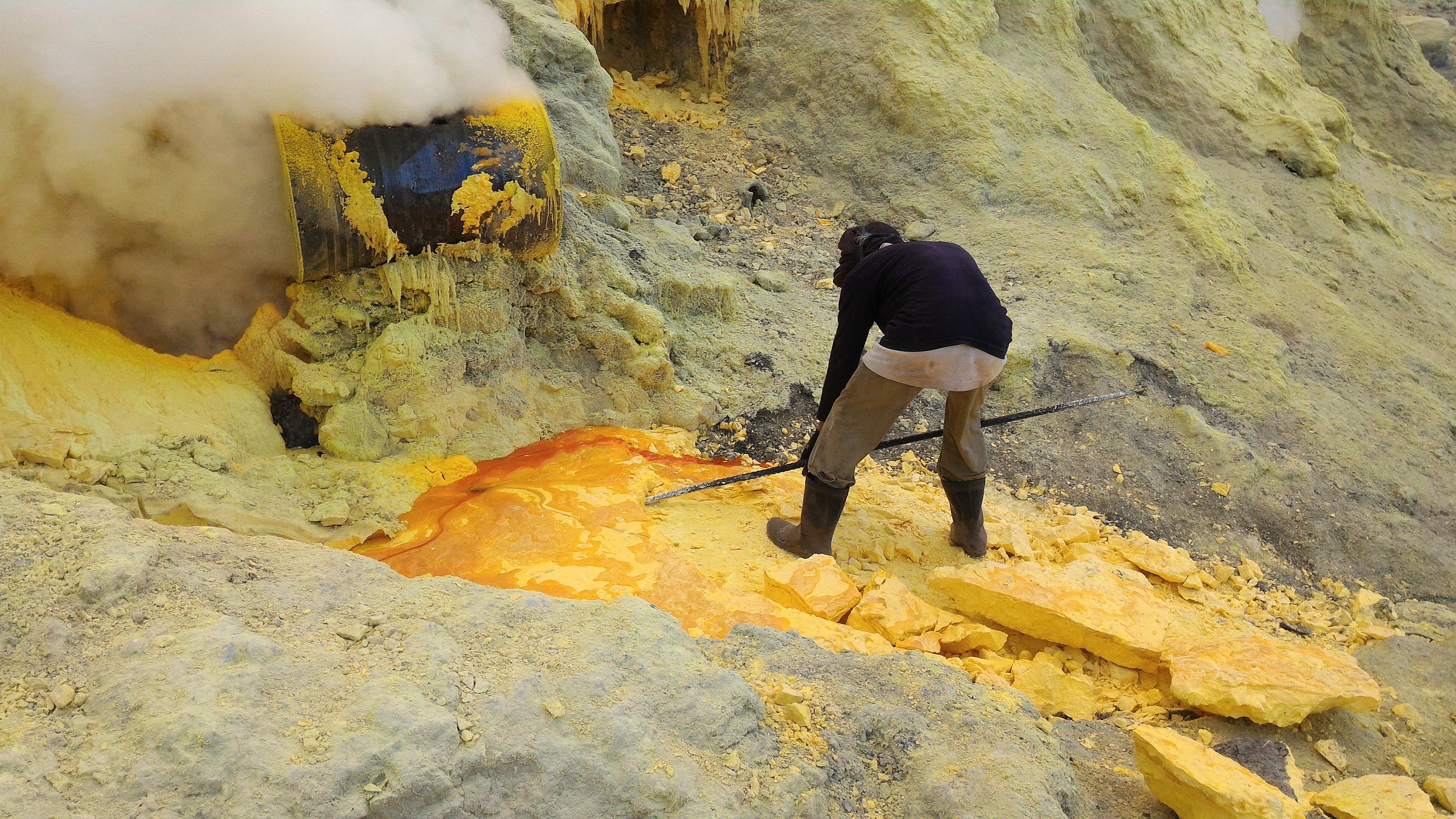
Abbau von Schwefel aus einer Lagerstätte am Rande des Ijen-Kratersees, Indonesien

Der Bergbau ist ein zur Urproduktion gehörender Wirtschaftssektor und Teil der Montanindustrie, der sich mit dem Abbau, der Aufsuchung, Exploration und der Gewinnung von Bodenschätzen und Rohstoffen aus der oberen Erdkruste befasst.

## Allgemeines

Symbol des Bergbaus:
Schlägel und Eisen

Die Volkswirtschaftslehre und Volkswirtschaftliche Gesamtrechnung zählen neben dem Bergbau noch die Landwirtschaft, Forstwirtschaft und Fischerei zur Urproduktion.
Nach der modernen umfassenden Definition gehören zum Bergbau auch das erforderliche Vermessungswesen (Markscheidewesen), Grubenbewirtschaftung (Bewetterung und Wasserhaltung), soziale Sicherungssysteme (Knappschaftskassen), spezielle Ausbildungsstätten (beispielsweise Bergakademien) sowie Bergaufsichtsbehörden (§ 3 Bundesberggesetz: Bergfreie und grundeigene Bodenschätze). Als montanistisch bezeichnet man alle auf den Bergbau bezogenen Sachverhalte. Im deutschsprachigen Raum waren und sind auch die Bezeichnungen Montanwesen, Gewinnung von Rohstoffen mineralischen und fossilen Ursprungs sowie Berg- und Hüttenwesen üblich. Die Gewinnung von Erdwärme (Geothermie) gehört ebenfalls in den Bereich Bergbau. Die im Bergbau tätigen Unternehmen heißen Gewinnungsunternehmen und gehören zu den Sachleistungsunternehmen.
Je nachdem, ob die Lagerstätten der Bodenschätze in Bergwerken („unter Tage“; → Bergmannssprache) oder im Tagebau zu erreichen sind, gibt es unterschiedliche Abbauverfahren.
Bergbauliche Aktivitäten werden weltweit durch das jeweilige Bergrecht innerhalb der nationalen Gesetzgebung geregelt.

## Produkte des Bergbaus

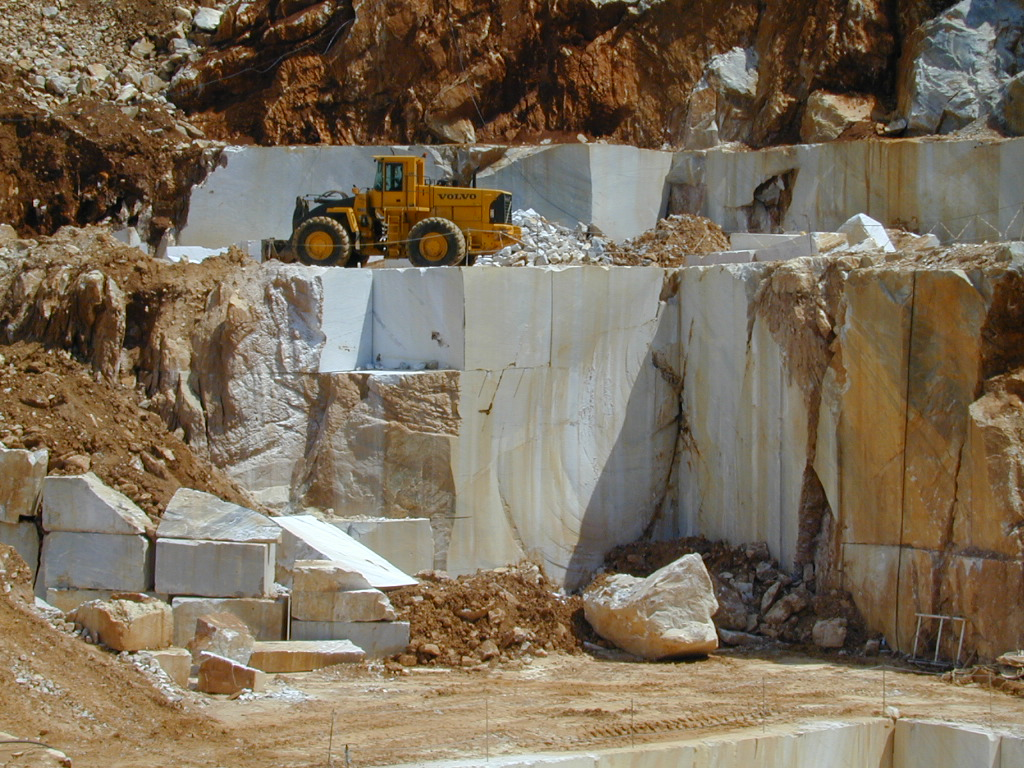
Der Steinbruch von Carrara-Marmor

Die Produkte des Bergbaus werden folgenden Produktgruppen zugeordnet:
| Produktgruppen                                      | Produkte |
| --------------------------------------------------- | --- |
| Bodenschätze Primärenergieträger Metalle Mineralien | Edelmetalle, Edelsteine Braunkohle, Erdgas, Erdöl, Steinkohle, Uran Aluminium, Blei, Eisen, Kupfer, Zink, Zinn usw. Carbonate, Nitrate; Kalisalz, Marmor, Schiefer, Steinsalz usw. |

Die im Bergbau geförderten Rohstoffe können mineralogisch in drei große Gruppen unterteilt werden: Element-, Energie- und Eigenschaftsrohstoffe.
| Rohstoff              | Produktgruppen                                | Produkte |
| --------------------- | --------------------------------------------- | --- |
| Elementrohstoffe      | Grundstoffe für Metallurgie und Chemie        | Erze: wie Gold, Eisenerze (Hämatit und andere); Spate etwa Flussspat und Schwerspat; Bleiglanz, Zinkblende; Salze: etwa Steinsalz, Kalisalze, Salpeter, Borate, Nitrate elementarer Schwefel Graphit |
| Energierohstoffe      | Kohlenwasserstoffe Kernbrennstoffe Geothermie | Kohle: Braunkohle, Steinkohle und Anthrazit, Torf, Sapropelkohle (Kaustobiolithe) Uran Erdwärme |
| Eigenschaftsrohstoffe | Steine und Erden                              | darunter Industrieminerale und Massenrohstoffe, Edelsteine und Halbedelsteine: Industrieminerale etwa Kaolin (Tonerde), Glimmer, Asbest, Feldspat, Quarz und Quarzit, Graphit, Talk, Magnesit, Alaune, Vitriole Massenrohstoffe wie Kalkstein, Dolomit, Sand, Kies, Ton, Trass und Gips, Bentonit, Farberden, Phosphate, Kieselgur Edelsteine und Halbedelsteine z. B. Diamanten, Smaragde, Rubine, Granate, Bernstein |

Die Produkte bilden oft eine eigenständige Produktgruppe wie beispielsweise die Edelmetalle (Produkte: Gold, Silber, Palladium und Platin). Metalle und Mineralien sind die umfangreichsten Produktgruppen. Die Weiterverarbeitung der Bergbau-Produkte erfolgt in Verarbeitungsstufen, die nicht mehr zum Bergbau gehören (Metallverarbeitung, Schmuckindustrie, chemische Industrie, Petrochemie).

## Arten
Je nachdem, wie tief die Bergbau-Produkte in der Erdkruste verborgen sind, unterscheidet man:
- Tagebau ist der oberflächennahe Abbau mit einer Teufe (Tiefe) von weniger als 30 Metern wie beispielsweise der Tagebau Hambach für Braunkohle.
  - Steinbruch (etwa die Marmorbrüche von Carrara), in Tongruben, Kiesgruben, Sandgruben, Torfstichen oder Kreidebrüchen,
  - Schürfen von z. B. Gold,
  - Mountaintop removal mining.
- Der Untertagebau erfordert Schächte und/oder Stollen, um das anstehende Gestein abbauen zu können. Je nach der Teufe gibt es den
  - oberflächennahen Bergbau mit einer Teufe von bis zu 100 Metern und den
  - tiefen Bergbau mit einer Teufe von mehr als 100 Metern. Die größte Teufe befindet sich mit 4000 Metern in den Goldminen der Western Deep Levels in Südafrika.
- Bohrlochbergbau: Rohstoffe werden durch Tiefbohrungen von über Tage gewonnen. Hierzu gehören die Erdöl- und Erdgasförderung sowie das Solen von Salzen im Salzbergbau.

Sonderformen sind der Asteroidenbergbau und Meeresbodenbergbau.

## Lagerstätten
Ausmaß und Lage der Lagerstätten werden heute meist durch geophysikalische Exploration untersucht. Diese vorbereitende Tätigkeit wird häufig außerhalb des Bergbausektors, durch wissenschaftliche Einrichtungen und Behörden geleistet. Von der Vorgeschichte bis in die Neuzeit sind viele Lagerstätten – zum Beispiel Erzgänge – durch ihre Sichtbarkeit an der Erdoberfläche (Ausbisse) entdeckt worden. Eine künftig zunehmende Bedeutung wird der Abbau von Lagerstätten in der Tiefsee erhalten.
In Deutschland ist der Bergbau grundsätzlich durch das Bundesberggesetz geregelt, in anderen Ländern durch vergleichbare Rechtsvorschriften. Die öffentliche Stelle, der die gesetzliche Kontrolle übertragen ist, heißt Bergamt, in Österreich Montanbehörde. In der Schweiz ist die bergrechtliche Zuständigkeit bei den Kantonen angesiedelt.

## Geschichte

### Vor- und frühgeschichtlicher Bergbau
Die älteste Form der Rohstoffgewinnung, die als Bergbau bezeichnet wird, geht auf die gelegentliche Nutzung von Feuersteinlagerstätten in der Steinzeit zurück. Kleine Arbeitstrupps begaben sich für einige Tage zu Feuersteinbergwerken, um Rohmaterial für die Herstellung von Geräten zu gewinnen. In steinzeitlichen Kulturen (Nordamerikas, Neuguinea) hielt sich diese Arbeitsweise zum Teil bis in die heutige Zeit. Auch die Ausbeutung mediterraner Obsidianlagerstätten gilt als das Werk von Gelegenheitsbergleuten.
Ein dauerhafter oder saisonaler Bergwerksbetrieb setzt eine Landwirtschaft mit Überschüssen und Handel voraus, da die Bergleute ernährt werden müssen, ohne selbst Nahrung produzieren zu können und selbst mehr Produkte erzeugen, als die Gemeinschaft verwerten kann. Die Voraussetzungen dafür waren in der Regel erst in der Kupfersteinzeit gegeben (Naqada-Kultur / Kupferbergwerke von Timna in Ägypten). Irans Kupferbergwerke sind bereits steinzeitlich und über 6500 Jahre alt. Die Blütezeit der zyprischen Gruben begann vor 4000 Jahren.
Wahrscheinlich gab es gegen 3000 v. Chr. schon Erzgruben in Indien und China. Ein auf 3000 v. Chr. datiertes Goldbergwerk ist in Georgien belegt. Um 2500 v. Chr. begann die Kupferförderung in Mitteldeutschland. Eisenerz wurde ab etwa 800 v. Chr. in den Alpen abgebaut. In Mitteldeutschland legt ein Ofen aus der La-Tène-Zeit in Wilnsdorf Zeugnis von Bergbau um 500 v. Chr. ab. Der Abbau von Steinkohle ist seit dem 9. Jahrhundert in England bekannt.

#### Feuersteinbergwerke
In Teilen Europas entdeckten Archäologen im weichen Kreideuntergrund Feuersteinbergwerke:
- in Großbritannien (Grimes Graves 2300–1700 v. Chr.),
- in Frankreich, Belgien und Holland (Rijckholt, ca. 4500–2500 v. Chr.),
- in Deutschland, Jütland und Polen.

Die prähistorischen Bergleute teuften bis zu 15 m tiefe Schächte in feuersteinführende Schichten ab und legten Strecken an. Als Werkzeuge dienten Hacken aus Hirschgeweih und Stein. Bei Obourg in Belgien wurde ein verunglückter prähistorischer Bergmann mit seiner Ausrüstung gefunden.

#### Erzbergwerke

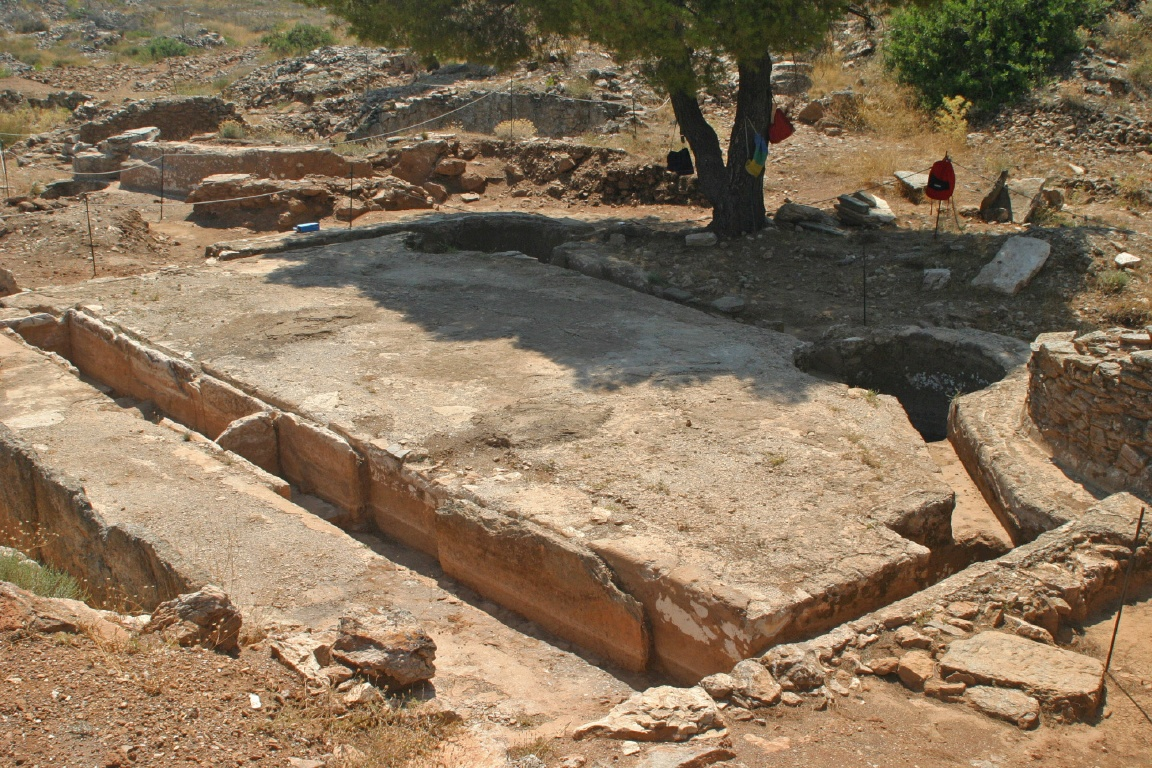
Waschanlage in den Silberbergwerken von Laurion (Argileza)

Den großen Bedarf der Hochkulturen des Nahen Ostens an Metallen deckte man schon frühzeitig auch aus europäischen Bergwerken, die vermutlich von Prospektoren erschlossen wurden. Kupferbergwerke in Bulgarien und Jugoslawien wurden durch Keramikfunde in das 4. Jahrtausend vor Christus (v. Chr.) datiert. In Rudna Glava (Serbien) dringen vertikale Schächte 25 m tief in den Berg ein. Im ungarischen Kőszeg fanden Archäologen neben einem alten Kupferbergwerk eine Schmiede mit Metallbarren, Bronzeresten und Tondüsen von Blasebälgen, Toneinsätze für Formen, einen tönernen Schmelztiegel und über 50 steinerne Gussformen. Steinerne Gussformen und Geräte, die auf derartige Werkstätten deuten, kennt man auch von Špania Dolina (Slowakei), aus Großbritannien (Alderley Edge, Cheshire) und Irland (Mount Gabriel).
Das besterforschte Kupferbergbaugebiet Europas ist das von Mitterberg im Salzburger Land. Dort gab es im späten 2. Jahrtausend v. Chr. 32 Erzgruben. Berechnungen ergaben, dass hier gleichzeitig 200 Bergleute, Hüttenarbeiter und Hilfskräfte tätig gewesen sein müssen. Man löste das Erz aus der Grubenwand, indem das Gestein erhitzt und mit Wasser abgeschreckt wurde. Die bronzezeitlichen Schächte waren bis zu 100 m lang. Das Chalkopyrit-Erz wurde in Tragkörben aus dem Bergwerk geschafft. Für Luftzirkulation sorgten Schächte, die die übereinander liegenden Stollen miteinander verbanden. Leitern aus Baumstämmen mit Trittkerben ermöglichten den Bergleuten den Zugang zu den Stollen.
Die Kupfergruben der Iberischen Halbinsel wurden bereits 2500 v. Chr. durch eine kupferzeitliche Kultur erschlossen (Los Millares). Von hier verbreiten die Glockenbecher-Leute metallurgische Kenntnisse in Europa. Im Altertum waren die Silberbergwerke von Laurion berühmt. Dort arbeiteten Sklaven für Athener Bürger. Die Römer beuteten die alten Gruben in Tartessos, in Britannien und Dakien (Rumänien) weiter aus und erschlossen in anderen Provinzen neue. Sie führten neue Techniken ein, z. B. Schöpfräder, um die Bergwerke zu entwässern, sowie Erzwaschanlagen.

### Bergbau im Mittelalter

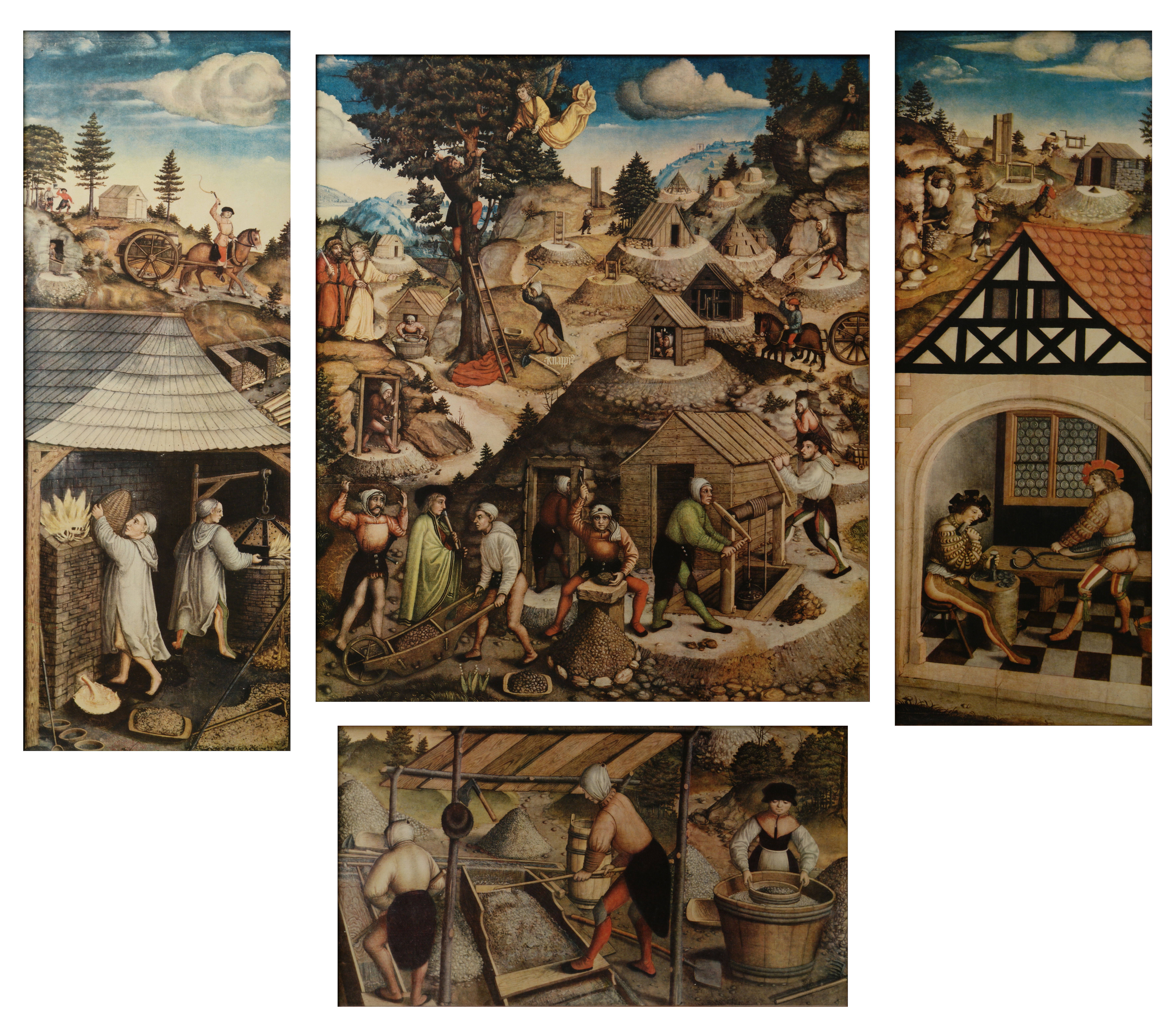
Darstellung des historischen Bergbaus auf dem Annaberger Bergaltar von 1522 (St. Annenkirche zu Annaberg)

Die Blütezeit des mittelalterlichen Bergbaus in Zentraleuropa war das 13. Jahrhundert. Im 14. Jahrhundert ging er zurück, vor allem weil keine neuen Vorkommen entdeckt wurden. Ab Mitte des 15. Jahrhunderts stellte sich ein neuer Aufschwung ein.
Im europäischen Mittelalter wurden hauptsächlich Silber-, Kupfer-, Eisen-, Blei- und Zinnerze abgebaut. Auch der Salzbergbau war von Bedeutung. Eine recht wichtige Rolle als Bergherren spielten dabei auch die Klöster. Vielfach vermittelten die deutschen Bergleute ihr Fachwissen in weiter entfernten Regionen, beispielsweise in Frankreich (etwa Elsass, Vogesen), Ungarn, Italien (beispielsweise Kupfererz in der Toskana) und Schweden. Der Prozess verlief teilweise auch im Rahmen der deutschen Ostkolonisation. An schwedischen Bergwerken waren deutsche Bergbau-Unternehmer beteiligt.
Wichtige Abbaugebiete in der Habsburger Monarchie waren in Kärnten, der Steiermark, im Salzkammergut und in Tirol bis Trient. Der Schwazer Silberschatz wurde zum entscheidenden Faktor bei der Finanzierung der habsburgischen Weltreichpläne.
Die erste Bergordnung erließ 1185 der Bischof Albrecht von Trient. Das Bergregal war damals beim König, im Spätmittelalter wechselte es zu den Landesfürsten. Die Goldene Bulle enthielt auch eine bergrechtliche Rahmenordnung.
Eine wichtige Erleichterung bei der Fördertechnik wurde im Spätmittelalter der Pferdegöpel. Die aus Eisenblech gefertigte „Froschlampe“ begann sich gegenüber den zerbrechlichen Ton- und den teuren Bronzeguss-Lampen durchzusetzen; Brennstoffe waren hier tierisches Fett und pflanzliches Öl. Selbstverständlich wurde noch mit Handwerkzeug abgebaut.

## Bergrecht
Da die Erschließung und Ausbeutung von Lagerstätten sehr zeitaufwendig und kostenintensiv ist, ist es für Bergbaufirmen von Belang eine hohe Vertrags- und Investitionssicherheit zu haben. Demgegenüber stehen die Interessen des Staates, höchstmögliche Steuern und Abgaben aus dem Bergbau zu erzielen. Kunden und Empfängerländer wünschen sich Versorgungssicherheit und niedrige Preise.
Es gibt zwei grundlegende Rechtsauffassungen und Konfliktlösungsmechanismen in Bezug auf die lokalen Eigentumsverhältnisse an natürlichen Rohstoffen:
1. das Prinzip des Bergregals und/oder der Bergfreiheit. Die Rohstoffe sind vom Grundeigentum entkoppelt. Die Bodenschätze werden entweder vom Landesherren (Bergregal) oder Staat (Staatsvorbehalt) beansprucht und können von diesen verliehen werden, oder sie gelten als herrenlos, wobei ein Eigentum an ihnen aber nur durch staatliche Verleihung entsteht,
2. der Grundsatz des Grundeigentümerbergbaus. Hier ist der Grundeigentümer der Besitzer der Bodenschätze. Auf öffentlichem Land erwirbt der Finder Ansprüche auf seinen Fund. Diese Auffassung stammt aus dem englischen Common Law.

Der französische Code civil und die angelehnten Rechtssysteme vertreten einen vermittelnden Standpunkt. Die oberirdischen Bodenschätze gehören dem Grundeigentümer, die unterirdischen dem Staat.
Je nach Lage, Verlauf und Erschließung von Rohstoffen ergeben sich damit auch Konflikte durch unterschiedliche Rechtstraditionen, Gebietskörperschaften und vertragliche Regelungen.
Die Entdeckung bzw. mögliche Erschließung umfangreicher Rohstoffvorkommen kann bestehende territoriale Konflikte und problematische Grenzziehungsfragen verschärfen, sowie auch zu neuen Rechtsinstrumenten führen. Beispielhaft sei hier die 200-Meilen-Zone bei Küstenstaaten genannt. Erfolgreiche grenzüberschreitende Konfliktregelungen wie die Europäische Gemeinschaft für Kohle und Stahl (als Vorläuferorganisation der EU), beim Nordseeöl oder dem Spitzbergenvertrag begründeten eine stabile Grundlage für internationale Zusammenarbeit.

## Bergbauorte

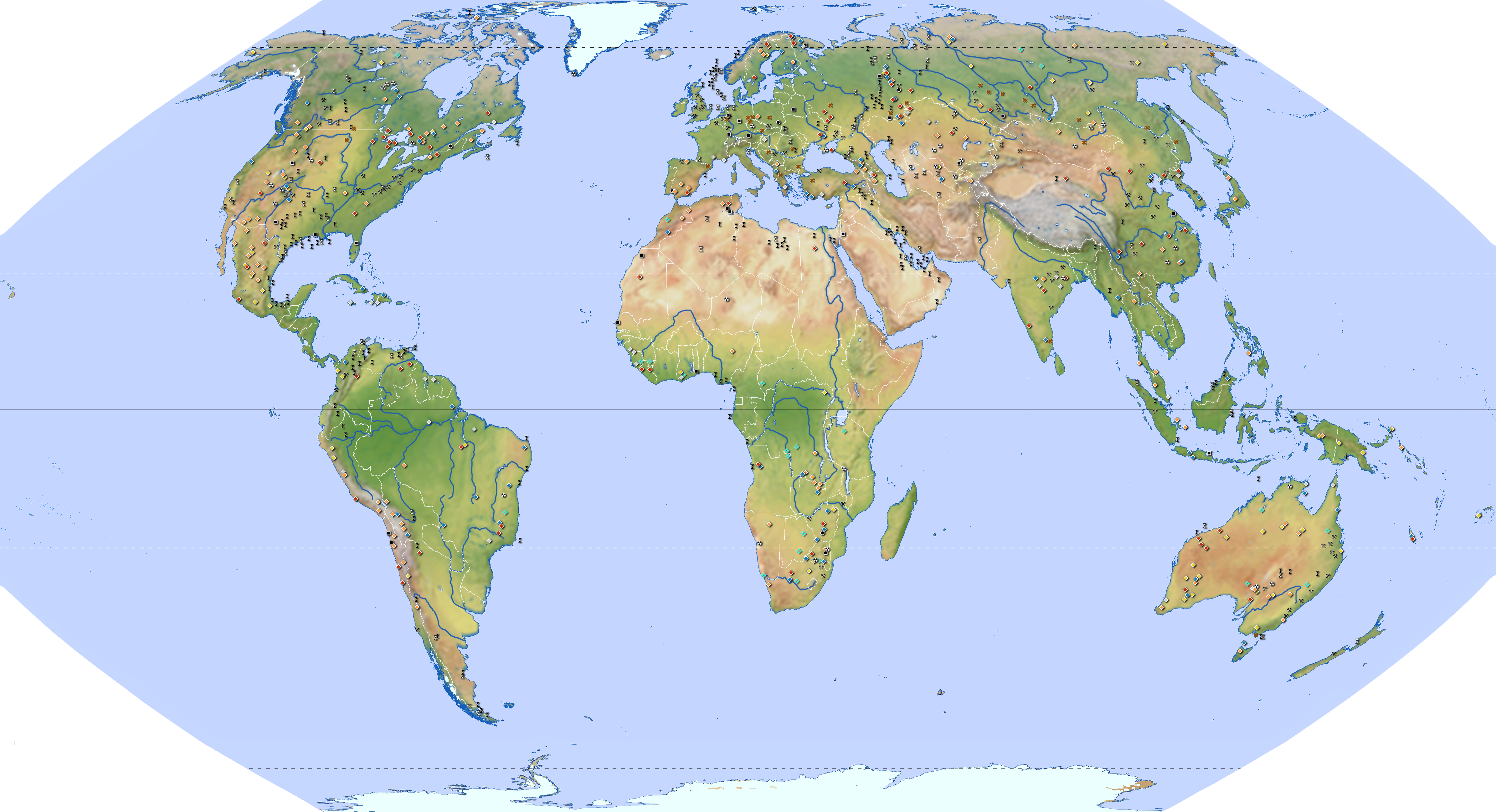
Wo befinden sich die wichtigsten Rohstoff-Fördergebiete der Erde?
Wenn Sie eine Kopie dieser Karte „frei verschiebbar“ im Großformat (5,6 MB) mit gleichzeitig sichtbarer Legende betrachten möchten, folgen Sie diesem Link

Abgesehen von der Antarktis wird auf allen Kontinenten Bergbau betrieben, insbesondere in Russland, China, Australien, Vereinigte Staaten, Indonesien und Brasilien, wo 52 % der von Bergbau vereinnahmten Flächen liegen.

## Umweltauswirkungen
Umweltauswirkungen und wirtschaftliche Umbrüche durch Einrichtungen von Bergwerken sind schon früh belegt. Vom Mittelalter bis in die Neuzeit findet man vielfache Kunde vom sogenannten „Berggeschrey“ und Goldräuschen. Halden und Verhüttung im Umfeld der Bergwerke führten bereits im Mittelalter zur Herausbildung einer Galmeiflora und Schwermetallrasen.
Die Umweltgeschichte betrachtet den Bergbau im Umfeld der Industrialisierung wie anhand des Wandels von Industrie- und Kulturlandschaften und deren Wandel. Nach Günter Bayerl wurde bereits im 18. und 19. Jahrhundert Landschaft zu Industrierevieren und Ballungsräumen wie sanierter und regulierter ‚Quasi’-Natur verwandelt. Die speziellen Erfahrungen der neuen Bundesländer sind dabei von Belang für die Betrachtung der klassischen Bergbaureviere im Westen. In Ostdeutschlands vor und nach der Wende kam es nach Bayerl zum Phänomen eines Umweltschutzes durch Stillstand aufgrund von Industriestilllegung und Bevölkerungsabwanderung.
Grundsätzlich muss bei der Einrichtung eines Bergwerks unabhängig von der Art der Rohstoffgewinnung eine Infrastruktur geschaffen werden, die den Abtransport ermöglicht. Wenn sich das Abbaugebiet – wie heute häufig der Fall – in abgelegenen Wildnis-Regionen befindet, führt bereits der Bau von Straßen oder Eisenbahnen und die Schaffung von Arbeitersiedlungen zwangsläufig zu einer weitreichenden Beeinflussung der natürlichen Umwelt. Die Erfahrung zeigt, dass entlang der Verkehrswege im Laufe der Zeit weitere Anlagen und damit neue Siedlungen und weitere Straßen entstehen, die zumindest die Parzellierung der Naturlandschaften und die Zerstörung von Habitaten immer mehr verstärken.:S. 4
Eine große Anzahl der Konfliktfelder indigener Völker geht auf Maßnahmen der Rohstoffförderung zurück. Ein anschauliches Beispiel für die Folgeentwicklungen von Bergbauprojekten ist der Bau der Erzbahn in Schwedisch Lappland, die seit dem Ende des 19. Jahrhunderts maßgeblich die Erschließung des kaum besiedelten Nordens vorangetrieben hat.

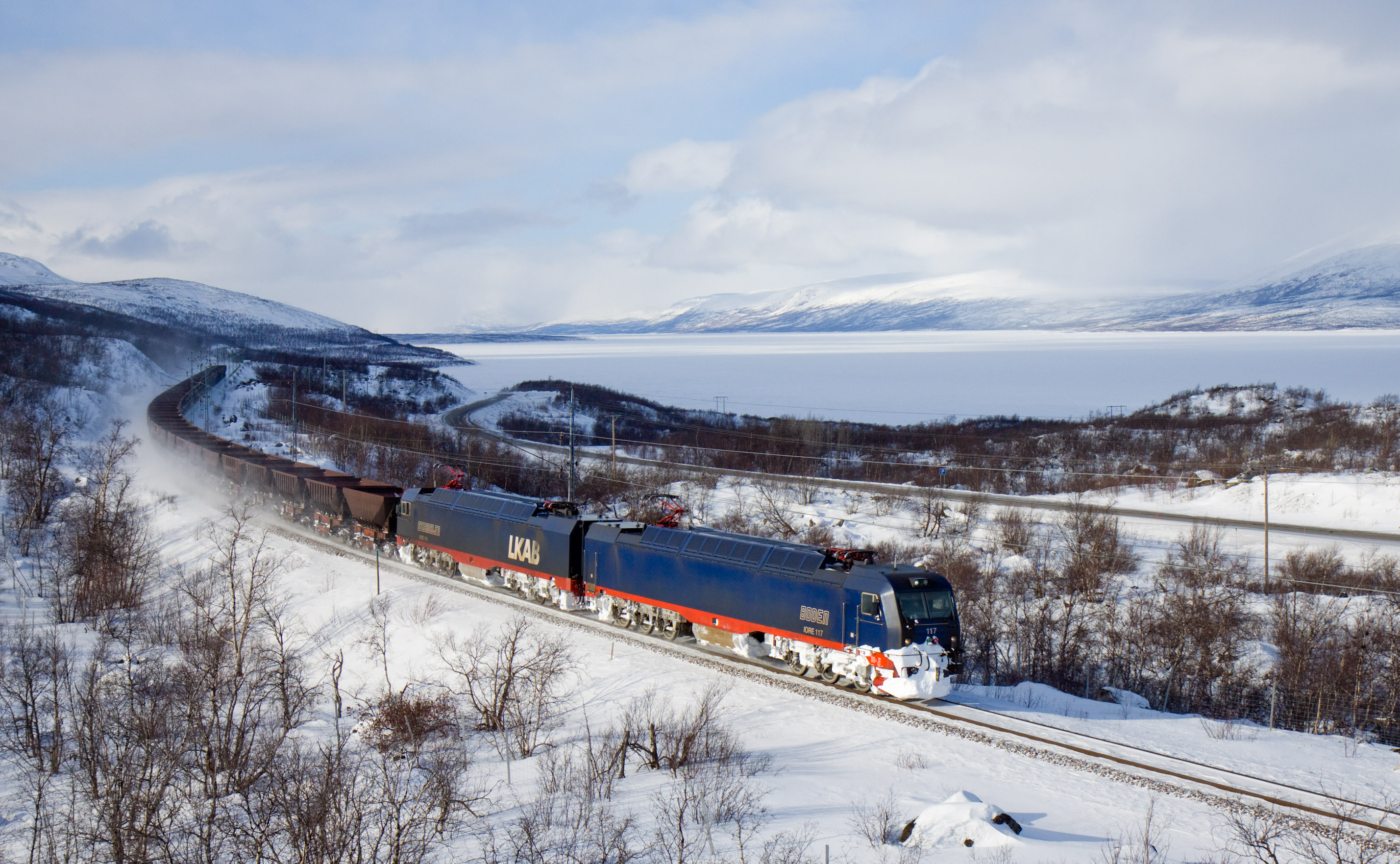
Erzbahn Kiruna – Narvik

Besonders der Tagebau – der aufgrund des zunehmenden Bedarfes an Rohstoffen immer größere Ausmaße annimmt – ist die massivste Form der Landschaftsveränderung und hat weitreichende Auswirkungen auf den Naturhaushalt und den Grundwasserspiegel der betroffenen Regionen. Bei der Zerstörung bislang unbeeinflusster, natürlicher Ökosysteme nimmt der Tagebau heute im Vergleich zu Landwirtschaft, Besiedlung und Verkehr den ersten Platz ein.:S. 4 Bisweilen sind auch Siedlungen betroffen, die dem Tagebau weichen müssen.:S. 5 Ein bekanntes Politikum in diesem Zusammenhang ist der Tagebau Garzweiler in der Niederrheinischen Bucht (vergleichbare Probleme bestehen in Mitteldeutschland und in der Lausitz).
Neben den vorgenannten Auswirkungen kann der Bergbau zu verschiedenen Emissionen giftiger Stoffe in Luft und Wasser führen. Große Umweltskandale dieser Art mit erheblichen gesundheitlichen Risiken für die Bevölkerung wurden etwa von den Goldbergwerken Südamerikas bekannt, bei denen große Mengen hochgiftigen Quecksilbers in die Umwelt gelangen. Weitere problematische Stoffe bei der Gewinnung metallischer Erze sind Phosphor- und Schwefel-Verbindungen, Schwermetalle oder radioaktive Stoffe bei der Urangewinnung. Bei der Öl- und Gasförderung kommt es u. a. in Westsibirien durch dauerhaft defekte Anlagen (Bohrtürme, Pipelines u. ä.) zu einer enormen Verseuchung von Böden und Gewässern, die je nach Ökologie irreversibel sein kann. Im Nigerdelta strömen aus von Ortsansässigen angezapften Pipelines und „Christmas Trees“ (stillgelegten Probebohrungen) Erdöl und als Abfallprodukt primitiver und illegaler Raffinerien Schweröl in die Mangrovenwälder (siehe auch Ölkatastrophe im Nigerdelta).
Nach Angaben der World Nuclear Association enthält Kohle aller Lagerstätten Spuren verschiedener radioaktiver Substanzen, vor allem von Radon, Uran und Thorium. Bei der Kohleförderung, vor allem aus Tagebauen, über Abgase von Kraftwerken oder über die Kraftwerksasche werden diese Substanzen freigesetzt und tragen über ihren Expositionspfad zur terrestrischen Strahlenbelastung bei.
Im Dezember 2009 wurde bekannt, dass bei der Erdölgewinnung und Erdgasförderung jährlich Millionen Tonnen radioaktiver Rückstände anfallen, die größtenteils ohne Nachweis und unsachgemäß entsorgt werden, einschließlich 226Radium sowie 210Polonium. Die spezifische Aktivität der Abfälle beträgt zwischen 0,1 und 15.000 Becquerel pro Gramm. In Deutschland ist das Material laut Strahlenschutzverordnung von 2011 bereits ab einem Becquerel pro Gramm überwachungsbedürftig und müsste gesondert entsorgt werden. Die Umsetzung dieser Verordnung wurde der Eigenverantwortung der Industrie überlassen; diese beseitigte die Abfälle über Jahrzehnte hinweg sorglos und unsachgemäß.
Während die Bergbauunternehmen in den Industrieländern teilweise Anstrengungen unternehmen, um diese Emissionen zu verhindern oder zu minimieren, sind die Auflagen und Maßnahmen in den Ländern der Dritten Welt oftmals ungenügend.
Beispiele für erhebliche Umwelt-Auswirkungen verschiedener Bergwerke siehe u. a.
→ Yanacocha (Peru, Gold),
→ Chuquicamata (Chile, Kupfer)
→ Rössing-Mine (Namibia, Uran)
→ Grasberg-Mine (West-Papua, Gold und Kupfer)
→ Pangunamine (Papua-Neuguinea, Kupfer)
→ Lausitzer Braunkohlerevier (Deutschland)
→ El Cerrejón (Kolumbien, Steinkohle)
→ McArthur-River-Uranmine (Kanada, Uran)
→ Nigerdelta (Nigeria, konventionelles Erdöl)
→ Athabasca-Ölsande (Kanada, unkonventionelles Erdöl)
→ Bayan-Obo-Mine (Volksrepublik China, Seltene Erden)
Das amerikanische Pure Earth ermittelt seit 2006 die Top 10 der am stärksten verseuchten Orte der Erde. Dabei gehören Bergbau-Betriebe häufig zu den Verursachern. Zu nennen wären hier Kabwe in Sambia (Blei und Cadmium), Norilsk in Nord-Sibirien (Nickel, Kupfer, Cobalt, Blei), Dalnegorsk im fernen Osten Russlands (Blei, Cadmium, Quecksilber, Antimon), Sukinda in Nordost-Indien (Chrom) oder Tianying in Zentral-China (Blei und andere Schwermetalle).

## Bergbauunfall
Bergbau ist mit besonderen Unfallgefahren verbunden.
Bei Tagebauen kommen speziell vor:
- Erdrutsche
- Muren
- Ausrinnen von Absetzbecken

Bei Tiefbauen treten auf:
- Schlagwetter – Explosion von Grubengas oder Kohlestaub
- Einbruch von Stollen und Einsturz von Schächten
- Verschüttet- und Eingeschlossenwerden
- Ersticken durch Brand oder Grubengas
- Ertrinken durch Wassereinbruch
- Selbstentzündung von Kohle in Flöz oder Abraumhalde durch erleichterten Sauerstoffzutritt

Eine besondere Rettungsmethode ist das Niederbringen einer kleinen Bohrung für Suche, Kommunikation und erste Versorgung und danach einer Rettungsbohrung ab etwa 40 cm Durchmesser, um Eingeschlossene mit einer Dahlbuschbombe herauszuziehen.
Siehe auch: Höhlenrettung

## Wichtige Bergbaunationen
Der Marktwert aller Rohstoffe nach Staaten ergibt weltweit folgende Rangliste:
| Staat               | Marktwert aller Rohstoffe in Billionen Euro | wichtige Bodenschätze (Weltrang)                                                                 |
| ------------------- | ------------------------------------------- | ------------------------------------------------------------------------------------------------ |
| Russland            | 65,4                                        | Erdgas (1), seltene Erden (1), Braunkohle (2), Eisenerz (2), Gold (3), Steinkohle (4), Erdöl (6) |
| Vereinigte Staaten  | 39,2                                        | Steinkohle (1), Braunkohle (4)                                                                   |
| Saudi-Arabien       | 30,0                                        | Erdöl (2), Erdgas (5)                                                                            |
| Kanada              | 29,0                                        | Uran (2), Erdöl (3)                                                                              |
| Iran                | 23,8                                        | Erdgas (1), Erdöl (6),                                                                           |
| Volksrepublik China | 20,1                                        | Gold (1), Steinkohle (2), Braunkohle (9), seltene Erden (?)                                      |
| Brasilien           | 19,0                                        | Eisenerz (3),                                                                                    |
| Australien          | 17,4                                        | Uran (1), Gold (2)                                                                               |
| Irak                | 13,9                                        | Phosphat (2), Erdöl (5)                                                                          |
| Venezuela           | 12,5                                        | Erdöl (1), Erdgas (8)                                                                            |

Rohstoffe lagern oft nicht in denjenigen Staaten, in denen sie benötigt werden. Tendenziell sind die Entwicklungs- und Schwellenländer rohstoffreich, viele Industriestaaten dagegen rohstoffarm. Häufig weisen rohstoffreiche Staaten ein politisches Risiko (Missachtung der Menschenrechte, Bürgerkrieg, Kinderarbeit) auf. Die internationale Arbeitsteilung ist oft so organisiert, dass die Gewinnung in den Entwicklungs- und Schwellenländern erfolgt und die Weiterverarbeitung in den Industriestaaten.

## Bergbauliche Berufe und Hochschulen

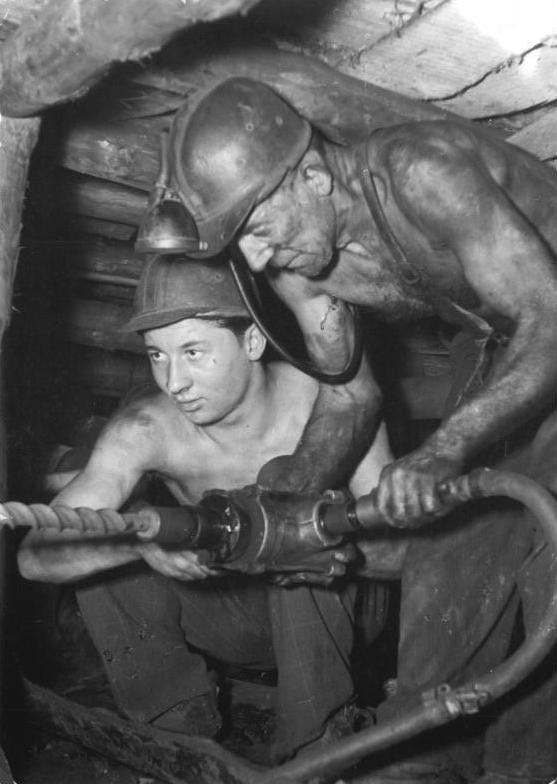
Bergarbeiter, 1952

Im Laufe der Jahrhunderte bildeten sich eine Vielzahl an Berufsbildern im Bergbau heraus.
Heute noch wird in Deutschland an vier montanwissenschaftliche Hochschulen (teilweise auch Bergakademie genannt), an der Technische Universität Bergakademie Freiberg, der Technische Universität Clausthal, der RWTH Aachen und an der Technische Hochschule Georg Agricola in Bochum Studiengänge im Bereich Bergbau angeboten.
In Österreich existiert nur eine Hochschule für Berg- und Hüttenwesen: die Montanuniversität Leoben, kurz auch MU Leoben oder Montanuni genannt.
In der Schweiz kann man an der Universität Lausanne einen Master in Tunnelling erwerben.

## Wirtschaftliche Aspekte
Der Bergbau ist der einzige Wirtschaftssektor innerhalb der Urproduktion, der nichterneuerbare Rohstoffe produziert. Abbau und Gewinnung führen deshalb bei gegebenem Verbrauch zu einer Verringerung der Reichweite dieser Rohstoffe, die eine natürliche Knappheit und damit theoretisch tendenzielle Steigerungen der Rohstoffpreise zur Folge hat. So haben beispielsweise die Rohstoffvorkommen von Gold beim bisherigen Jahresverbrauch noch 16,1 Jahre Reichweite. Neben dem Nichtverbrauch und möglichen Substitutionen kann die Reichweite allgemein nur durch Recycling hinausgeschoben werden.
Bodenressourcen werden im Allgemeinen nicht direkt konsumiert, sondern gelten vor allem als Produktionsfaktoren (Rohstoffe), die zusammen mit den übrigen Faktoren Arbeit und Kapital zur Produktion von Konsum- und Investitionsgütern eingesetzt werden. Die Preisbildung auf den Rohstoffmärkten verläuft anders als bei nachwachsenden (reproduzierbaren) Rohstoffen. Ein heute verbrauchter, nichterneuerbarer Rohstoff steht – abgesehen von Recycling und Substituierbarkeit – für einen künftigen Verbrauch nicht mehr zur Verfügung, so dass der Verbraucher Opportunitätskosten im Marktpreis bezahlen muss. Deshalb muss die für reproduzierbare Güter geltende Effizienzbedingung, wonach der Marktpreis {\displaystyle p^{*}} den Grenzkosten {\displaystyle c^{*}} entspricht
{\displaystyle p^{*}=c^{*}},
um die Opportunitätskosten {\displaystyle c_{o}} erhöht werden:
{\displaystyle p^{*}=c^{*}+c_{o}}.
Deshalb wird von nicht reproduzierbaren Rohstoffen weniger und zu einem höheren Preis angeboten als bei reproduzierbaren. Das Preisniveau steigt bei nicht reproduzierbaren Rohstoffen auch dadurch, dass sich die Abbaukosten tendenziell erhöhen (Goldminen müssen immer tiefer gegraben werden). Lewis Cecil Gray wies in diesem Zusammenhang 1914 nach, dass der Marktpreis eines nicht reproduzierbaren Rohstoffes neben den Grenzkosten seines Abbaus auch die Opportunitätskosten beinhalten müsse. Die Opportunitätskosten entstehen der Bergbaugesellschaft dadurch, dass ihr beim Abbau ein Nutzen entsteht (durch Gewinne), der verkaufte Rohstoff aber künftig nicht mehr verkauft werden kann und deshalb auch keinen Nutzen mehr stiftet.

## Umweltökonomie
Der Abbau von Rohstoffen erfordert in den meisten Staaten zwar eine Lizenz oder Zulassung (in Deutschland: § 56 BBergG) durch die Bergbehörde, doch die nachfolgende Gewinnung unterliegt im Regelfall keiner mengenmäßigen Beschränkung. Deshalb tragen die gewonnenen Rohstoffe faktisch den Charakter von Allmendegütern, bei denen eine Tendenz zur Übernutzung besteht. Das lizenzierte Bergbauunternehmen neigt dazu, seinen ungehinderten Zugang zu den Rohstoffen im Rahmen seines Ziels der Gewinnmaximierung dadurch auszunutzen, dass es so viel wie möglich an Rohstoffen abbaut, ohne sich um die Nachhaltigkeit kümmern zu müssen. Ein abgebauter Rohstoff ist im Boden nicht mehr vorhanden und kann nicht erneut abgebaut werden. Zugleich sinkt dadurch der Nutzen für die Nachfrager, weil jeder Nachfrager zur Verminderung der Reichweite des Rohstoffs beiträgt. Diese Übernutzung wird im Bergbau als Raubbau bezeichnet. Es handelt sich um eine Ausprägung des Extraktivismus, also einem „Akkumulationsmodell, das auf einer übermäßigen Ausbeutung immer knapper werdender, meist nicht erneuerbarer, natürlicher Ressourcen beruht, sowie auf der Ausdehnung dieses Prozesses auf Territorien, die bislang als ‚unproduktiv‘ galten“.